# 明朝海盜
明朝海盜，指於明朝（1368年1月23日－1644年4月25日）年間活動的海盜。

## 歷史背景
明朝多次實施海禁令，他們統治著當時海上所能航行的一切海面。而第一次實施海禁令為1371年，海禁政策導致明朝時大量海盜出現。當時某些海盜被抓拿後一般報稱自己為日本人，因為當時日本當局容忍海盜來報復元朝的水軍進攻，在東亞地區對東亞海盜貶稱為倭寇，惟歷史上倭寇來源眾多，成分複雜，倭寇不一定都是來自日本的海盜。在倭寇最強盛之時，他們的活動範圍遠至東亞各地、甚至是內陸地區。
前期倭寇，確實以日本人為主體，被稱為「真倭」；後期倭寇，以中國人為主體、其他東亞族裔為輔，被稱為「假倭」，《明史·日本傳》有云：「大抵真倭十之三，從倭者十之七」。朝鮮正史《朝鮮世宗實錄》（二十八年十月壬戌）亦記載「然其間倭人不過一二，而本國民假著倭服成黨作亂」  。可見於後期倭寇時期，連中國都估算出日本人比例大約只有3成，這是根據《明史·日本傳》記載的，要是根據上述《朝鮮世宗實錄》，韓國人的看法更認為日本人比例亦不過2成。
自明成祖發動內戰，奪取政權，遷都北京後，在中國東南沿海進行報復性侵擾。由於這些南方人體型上也比北方人矮小，比北方人更難與日本人區別，所以沿用「倭寇」這名詞來稱呼由日本人與南方中國人所組成的海盜集團。可是，後期倭寇集團的海員有不少是南方中國人、韓國人以及其他東亞民族，貨真價實的日本人只佔少數。

## 初期（14世紀）
- 曹真，明朝初年海盗，明朝民变领袖，于广州府自称为万户。某年于增城拦截广东参议王纲与其子王彦达，意欲拜请王纲为统帅，王纲不从，并试图劝化曹真，终被曹真所杀害[2]。明太祖洪武十四年（1381年）十一月廿九，曹真与自称元帅的苏文卿率众起义，联同单志道、李子文和李平天，于湛菜、大步、小亨、鹿步、石滩、铁场、清远、大罗山等地集众数万人和战船一千八百余艘，攻掠肇庆府及东莞、南海、翁源诸县[3]。

## 前期（15世紀）
- 陳祖義，廣東潮州府，是元末明初的一位海盜集團之首領。1407年農曆9月，第一次下西洋的鄭和寶船艦隊把在東南亞流竄的陳祖義押送至明朝北京受審，當眾將陳祖義斬首示眾。

- 梁道明，14世紀明朝時一名來自廣東的潛逃者，同時也是巨港的統治者，居住在三佛齊的巨港[4]。根據明朝的記錄，梁道明在巨港擁有數以千計的追隨者和一支相當強大的軍隊。

- 黃蕭養，原名黃懋松，廣州府南海縣衝鶴堡潘村人（今廣東省順德），明朝正統年間廣東民變領袖。

- 宋素卿，明朝前期（日本戰國時代中期）以日本為根據地的漢人貿易家。浙江寧波府鄞縣人。他在明日貿易中扮演重要角色，並且是引起寧波之亂的原因。

## 中期（16世紀）
- 陳東，明朝海盗，明世宗（即嘉靖年間）時倭寇領袖。

- 徐海，號明山，明朝南直隸徽州府歙縣人。嘉靖年間江浙一帶海盜。縱橫江浙海上，自稱天差平海大將軍[5]。

- 林道，16世紀初出生在華南地區，明朝的海盜，後來北大年王國拉圖·比魯（Ratu Biru）女王在位時代的華人高官。

- 林鳳，潮州府饒平縣，為明朝海盜與海上商旅，長年盤踞在南澳群島[a]，與族人林國顯、林逢陽等時常劫掠於鄰近的沿海地區，人稱「阿鳳」或「林阿鳳」。萬曆年間，林鳳因與明朝官軍戚繼光、胡守仁等部多次交戰，而率眾輾轉逃往澎湖列島和臺灣嘉義、馬尼拉等地，但遭明軍與各當地聯軍剿殺，死亡甚眾而再逃離。

- 汪直[6]，為明朝著名的武裝海商集團（倭寇）首領；生於南直隸徽州府歙縣桂林，又名五峰，号五峰船主。

## 晚期（17世紀）
- 顏思齊，字振泉，一字樞泉，福建漳州府海澄縣人，精通武術，為人豪爽，廣受敬重。17世紀東亞知名的武裝海商，曾為方便經商於馬尼拉受洗為天主教信徒，教名為彼得（Pedro，英文為Peter），故當時以「中國彼得」（Pedro Chino，英文Chinese Peter）而知名。曾以臺灣作為基地，是早期登陸臺灣的漢人。可能是倭寇海商李旦的副手。

- 李旦，小名習舍，天主教洗禮名Andrea Dittis，綽號為「Captain China」或「China Captain」。明末福建泉州府人，17世紀中國東南沿海知名的海盜、倭寇商人，擁有武裝海商集團船隊的他，於明帝國、台灣、日本、東南亞等輻輳航線同時進行國際貿易與船隻搶劫，傳聞李旦為鄭芝龍義父。李旦兒子李國助，繼承父業，也是當時著名大海商。

- 陳衷紀，福建漳州府海澄縣人。明朝末年活躍於福建沿海的海盜，顏思齊集團的成員，後被李魁奇所殺。

- 許心素，福建泉州府同安縣人，一說生於漳州府。明朝末年知名海商，原為海盜李旦的部下，李旦死後，許心素加入明軍，對抗李旦的繼承者鄭芝龍，被鄭芝龍俘斬。

- 楊六，有史書寫作「楊祿」，為明朝末年的海盜商人，和楊七一起活耀於福建沿海。

- 劉香，又名劉香老，廣東廣州府新安縣博寮島（今香港南丫島）原居民，為鄭芝龍組十八芝海上武裝集團成員之一。

- 施大瑄，福建泉州府晉江縣人，為鄭芝龍組十八芝海上武裝集團成員之一，子施琅為1683年澎湖海戰清軍勝戰將軍。

- 鄭彩，字羽長[7]，是明末清初的一名海盜及南明的一位將領。福建泉州府同安縣安仁里高浦人[7]。

- 十八芝，是清江日昇《臺灣外記》中所描述，鄭芝龍為海盜時期的兄弟與結義兄弟，實際意義上為海上武裝集團。由於十八位名中皆有「芝」字，故稱十八芝。據臺灣外紀載其言曰：「我今為首，取名芝龍，季弟蟒二為芝虎、五弟為芝豹、從弟莞為芝鶴（後改名為芝莞）、族弟香為芝鵬，餘者芝燕、芝鳳、芝彪、芝麒、芝豸、芝獬、芝鵠、芝熊、芝蛟、芝蟒、芝鸞、芝麟、芝鶚等，各寫就放盒內，告天拈著者，即名之，以應十八日之數」。十八芝艦隊擁有海船千艘，海上民兵十餘萬人。
  - 鄭芝龍
  - 鄭芝虎
  - 鄭芝豹
  - 鄭芝莞，本名鄭芝鶴
  - 鄭芝鵬
  - 鄭芝燕
  - 鄭芝鳳
  - 鄭芝彪
  - 鄭芝麒
  - 鄭芝豸
  - 鄭芝獬
  - 鄭芝鵠
  - 鄭芝熊
  - 鄭芝蛟
  - 鄭芝蟒
  - 鄭芝鸞
  - 鄭芝麟
  - 鄭芝鶚

## 後世影響
海盜橫行大明沿岸數個世紀，日後於清朝時亦出現了以打劫外國商船形式的海盜，當中以華南海盜中最為著名。